# Liparis bikunin
Liparis bikunin és una espècie de peix pertanyent a la família dels lipàrids.

## Descripció
- Fa 7 cm de llargària màxima.[2][3]

## Hàbitat
És un peix marí, demersal i de clima temperat.

## Distribució geogràfica
Es troba al Pacífic nord-occidental: Kushiro (el Japó).

## Observacions
És inofensiu per als humans.